# Palai im Fersental
Palai im Fersental  (fersentalerisch: Palai en Bersntol, italienisch: Palù del Fersina) ist eine Gemeinde (comune) mit 158 Einwohnern (Stand 31. Dezember 2023) im Fersental der Provinz Trient in Italien.

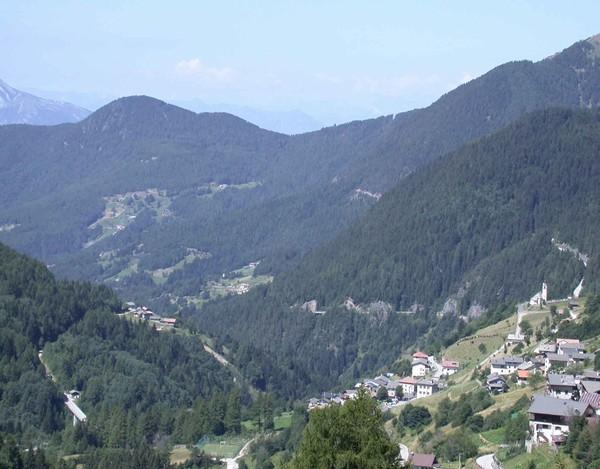
Palai im Fersental

Das Gemeindegebiet unterteilt sich in zwei gleichartige Landstriche, Auserpòch (außerhalb des Baches) und Inderpòch (innerhalb des Baches). Der Gemeindesitz befindet sich in Auserpòch im Ortsteil Lenzi auf 1360 m ü. d. M. Die ersten schriftlichen Zeugnisse über die Geschichte des Dorfes sind auf die Zeit kurz vor dem Jahr 1600 zurückzuführen, man glaubt jedoch, dass das Gebiet Anfang des 13. Jahrhunderts besiedelt wurde. Besonderheit des Dorfes ist es, dass es eine der drei Gemeinden des östlichen Fersentals ist, in denen der Großteil der Bevölkerung Fersentaler Deutsch spricht.
Palai grenzt an die folgenden Gemeinden: Bedollo, Telve, Baselga di Pinè, Telve di Sopra, Sant’Orsola Terme, Florutz (Vlarötz, Fierozzo) und Torcegno.